# رود بزرگ میندر
رود بزرگ میندر (به ترکی استانبولی: Büyük Menderes River) یک رود در ترکیه است که در استان افیون قره‌حصار واقع شده‌است.